# Hohe Minne
Hohe Minne beschreibt eine (literarische) Spielart der Minne, die sich seit etwa 1170/80 im Minnesang entwickelte und durch ein neues Verhältnis der Geschlechter gekennzeichnet ist. Das männliche lyrische Ich (der Werbende) spricht über seine erfolglosen Werbebemühungen um eine überhöht dargestellte Dame (die Umworbene). Der Mann realisiert, akzeptiert und schätzt schließlich seine einseitige, unerwiderte und aussichtslose Liebe; insofern kann man diese Ausprägung der Minne als Bewährungsminne des Mannes bezeichnen. In der Artusepik wird, trotz eines gleichen ethischen Wertesystems, eine deutlich andere Minnekonzeption entwickelt.

## Das literarische Liebeskonzept der Hohen Minne
Das Verhältnis der Geschlechter ist klar definiert: Der Werbende ist der umworbenen Frau untergeordnet und wird in den literarischen Werken oft  wortwörtlich als Dienstmann (mhd. dienstman) der Dame vorgestellt. Der Dienstgedanke steht im Vordergrund bei dem Konzept der Hohen Minne. Das Verhältnis der Geschlechter weist somit Parallelen zum zeitgenössischen Lehnswesen auf, jedoch mit dem Unterschied, dass der Lohn des  Werbenden (vgl. Lehnsmann) innerhalb der Hohen Minne nur in ideellen Werten besteht, indem er von der Dame, der Gesellschaft oder auch nur von sich selbst Anerkennung für seine Haltung erfährt. So wird die Hohe Minne auch als Kompensationsminne bezeichnet, da der Mann durch seine Liebe anstelle der unerreichten und unerreichbaren Partnerschaft die ethisch-moralische Vervollkommnung seiner selbst anstrebt. Da die erwiderte Liebe der männlichen Figur zumeist verwehrt bleibt, kann man bei Minneliedern in der Spielart der Hohen Minne oft von Leidsang sprechen, in der der werbende Mann als leidendes Subjekt plakativ dargestellt wird. Die Umworbene hingegen nimmt im Text keine aktive Rolle ein. Sie erscheint als Objekt, dessen (höfische) Werte einzig dazu dienen, die Werbebemühungen des Mannes zu rechtfertigen. Man kann also von einer Projektion der Werte eines männlichen Idealtypus auf das Objekt einer idealtypischen, hochhöfischen Dame sprechen.

## Forschungsansätze
Die bisherige Forschung spiegelt vielfach jeweils vorherrschende Tendenzen des so genannten Zeitgeistes wider, von der Romantik über Historismus und völkisches Denken bis hin zu Ästhetizismus, Ideologiekritik, Betonung soziologischer Faktoren, Feminismus und Gender Studies.
Unter anderem werden als Ursache des literarischen Phänomens der Hohen Minne und seiner Ausbreitung auch kirchliche Einflüsse diskutiert: Die Hohe Minne sei eine literarisch formulierte, ekklesiogene Kollektivneurose der weltlichen Adeligen, welche die Trägerschicht der Liebeslyrik waren. In der Spielart der Hohen Minne hätten sich somit die existentiellen Ängste männlicher Adeliger in der Literatur widergespiegelt. Auslöser seien das sich verändernde Frauenbild und der Konflikt zwischen dem negativen Frauenbild, welches die katholische Kirche (in dieser These als Über-Ich deklariert) formulierte, und dem eigenen triebhaften Verlangen der männlichen Adeligen (in dieser These als Es deklariert) gewesen. Die Hohe Minne sei literarischer Ausdruck männlicher Potenzangst, da die männlichen Adeligen in ihrer Machtposition überfordert gewesen seien, so dass sich ein literarisches Liebeskonzept entwickelte, in dem der Mann die unterwürfige Position gegenüber einer Dame einnimmt. 
Andere Ansätze sehen die Spielart der Hohen Minne als Teil männlicher Triebsublimierung, also der Umwandlung von sexuellen Wünschen in Ersatzhandlungen. Dabei kommen auch Aspekte einer Didaktik in den Blick: Es könnte über den Umweg der Literatur ein männliches Umdenken in Bezug auf das eigene Sexualverhalten, also eine Triebkultivierung, angestrebt worden sein. 
Gegenüber solchen psychologisierenden Thesen wird eingewendet, dass die gleichen Dichter, die das Verzicht-Modell der Hohen Minne vortragen, in den „Tageliedern“ eine auch sexuell erfüllte Liebe besingen können. Unter sozialgeschichtlichen Aspekten wird dann vor allem auch auf die reale mittelalterliche Lebenswirklichkeit hingewiesen. Im Modell der Hohen Minne werde die Wirklichkeit des Lehensdienstes auf die Ich-Du-Beziehung übertragen, um Lösungsmöglichkeiten für eine neue Erfahrung von „Liebe“ zu diskutieren.
Einhellig anerkanntes Ergebnis jeder bisherigen ernstzunehmenden Forschung ist, dass das höchst komplexe Phänomen der Hohen Minne auch nur mit komplexen Erklärungen verständlicher werden kann. Dabei müssen so unterschiedliche Phänomene wie etwa Brautmystik und scholastische Dialektik ebenso in den Blick kommen wie (u. a.) arabische und provenzalische Einflüsse. Zugleich ist der Zeithintergrund ernst zu nehmen: die Situation einer Adelsgesellschaft, in der Heiratsverbindungen grundsätzlich politische Entscheidungen sind, sodass Sexualität, Liebe und Ehe zumeist nur getrennt und auf jeweils anderer Ebene zur Verwirklichung kommen können. Angesichts einer Entwicklung im 12. Jahrhundert, bei der im Sinne eines Zivilisationsfortschritts persönliches Ich-Bewusstsein und eine Ethisierung der Lebensvollzüge an Bedeutung gewinnen, werden dadurch entstehende neue Sehweisen von „Liebe“ im Rollen-Spiel des Minnesangs zur Diskussion gestellt. Eine, aber nicht die allein gültige Konzeption ist dabei das Modell der Hohen Minne, wobei sowohl unter den einzelnen Sängern wie auch bei jedem einzelnen Sänger selbst unterschiedliche Akzentuierungen innerhalb dieses Konzepts ins Spiel kommen können.

## Wichtige Minnesänger
In diesem Kapitel folgt eine Auflistung bekannter Minnesänger, die speziell die Spielart der Hohen Minne gekonnt in ihren Liedern einsetzten. Die Reihung ist rein alphabetisch, also ohne Wertung. Einzig Reinmar sei hervorgehoben, denn er gilt als Meister der Darstellung (männlichen) Leidens im Zuge der Werbung um eine unerreichbare Dame.
- Reinmar
- Friedrich von Hausen
- Heinrich von Morungen
- Heinrich von Veldeke
- Walther von der Vogelweide